# Federação de Desportos Aquáticos do Paraná
A Federação de Desportos Aquáticos do Paraná (FDAP) é uma entidade oficial que regulamenta os desportos aquáticos no estado no Paraná. Foi fundada em 22 de Agosto de 1967 por Germano Bayer e é filiada a Confederação Brasileira de Desportos Aquáticos (CBDA).

## Campeonatos Notáveis

### Troféu José Finkel
Acessar Artigo do Evento
O Troféu José Finkel é uma competição brasileira disputada por equipes em provas individuais e de revezamento. Também é conhecido como o Campeonato Brasileiro Absoluto de Inverno e/ou Campeonato Brasileiro Absoluto de Piscina Curta (25m), apesar de esporadicamente ser disputado em Piscina Longa (50m). É um dos eventos mais notáveis em âmbito nacional.[carece de fontes?] O Campeonato foi criado pela Federação de Desportos Aquáticos do Paraná.

## Personalidades
A natação paranaense teve vários notáveis representantes nos desportos aquáticos. Alguns deles encontram-se listados abaixo. (Ordem Alfabética)
- Alessandra Marchioro
- Beatriz Carneiro
- Cyro Delgado
- Débora Carneiro
- Diogo Yabe
- Fernanda de Goeij
- Henrique Rodrigues
- Isabelle Vieira
- José Finkel
- Rogério Romero

## Ligações Externas
- Página Oficial da FDAP
- Página Oficial da CBDA
- Página do COB
- Página da FINA